# Gálszécsy András
Gálszécsy András (Szekszárd, 1933. december 7. – Budapest, 2021. október 7. vagy előtte) magyar jogász, politikus. 1990 és 1992 között a polgári titkosszolgálatokat felügyelő tárca nélküli miniszter. 1995 és 2001 között a Magyar Nemzeti Bank ügyvezető igazgatója.

## Életpályája
Szüleivel együtt 1950 júniusa és 1953 októbere között a Hortobágyra deportálták, majd 1955 novemberéig munkaszolgálatos katona volt. 1956 januárjától a 3. sz. Mélyépítő Vállalatnál fizikai munkás, 1961-től a Baranya Megyei Építőipari Vállalat anyagkezelője, 1963-tól a Pécsi Dózsa sportegyesület könyvelője.
Pécsett végezte jogi tanulmányait. 1964-től a Baranya Megyei Tanács főelőadója, 1966-tól a Fővárosi Tanács munkaügyi főosztálya jogásza, 1971–1974 között az Országos Tervhivatal főelőadója. 1974–1975-ben a Központi Statisztikai Hivatal osztályvezetője, 1975–1979 között az Állami Népesség-nyilvántartó Hivatal főosztályvezetője. 1979–1981 között a Pénzintézeti Központ igazgatóhelyettese, 1981-től 1990-ig a Semmelweis Orvostudományi Egyetem (SOTE) gazdasági főigazgató-helyettese volt.
Az első szabadon választott kormány idején 1990 augusztusa és decembere között a Miniszterelnöki Hivatal főtanácsosa, majd 1990. december 20. és 1992. február 29. között a kormányban a polgári titkosszolgálatokat felügyelő tárca nélküli miniszter tisztségét töltötte be. 1992 márciusa és 1994 júniusa között Boross Péter belügyminiszter, majd miniszterelnök főtanácsadója, 1994 júliusa és decembere között kormány-főtanácsadó. Nyugdíjba vonulása után is vállalt tisztségeket: 1995 és 1998 között a Malév felügyelőbizottságának elnöke, 2007. március 14-ig tagja volt. 1995 és 1997 között a Közbeszerzések Tanácsának elnökhelyettese. 1995 és 2001 között a Magyar Nemzeti Bank ügyvezető igazgatója volt, majd 2003-ig tanácsadója.
2018-ban jelent meg A birkahodálytól a Parlamentig című életrajzi könyve.
Házasságából egy leánygyermeke született. Két fiú unokája van.

## Díjai
- A Magyar Érdemrend középkeresztje (2018)

## Könyve
- A birkahodálytól a parlamentig. Életinterjú; riporter Várkonyi Benedek, szerk. Gyarmati György; Állambiztonsági Szolgálatok Történeti Levéltára–Kronosz, Bp.–Pécs, 2018